# Krista Fanedl
Krista Fanedl Dekleva (ur. 1 sierpnia 1941 w Mariborze) – jugosłowiańska narciarka alpejska, olimpijka z Innsbrucka (1964).

## Kariera
W 1964 roku wzięła udział w zimowych igrzyskach olimpijskich w Innsbrucku. Wystartowała w trzech konkurencjach – w zjeździe zajęła 31. miejsce, w slalomie gigancie była 37., a w slalomie została zdyskwalifikowana podczas pierwszego przejazdu.
Uczestniczyła również w trzech zimowych uniwersjadach – w 1962 roku w Villars, w 1964 roku w Szpindlerowym Młynie oraz w 1968 roku w Sestiere, jednak bez sukcesów.